# Mucambo
Mucambo is een gemeente in de Braziliaanse deelstaat Ceará. De gemeente telt 14.537 inwoners (schatting 2009).

## Geografie
De gemeente grenst aan Sobral, Frecheirinha, Ibiapina, Cariré, Pacujá en Graça.